# گالنا (میزوری)
گالنا (به انگلیسی: Galena) یک شهر در ایالات متحده آمریکا است که در شهرستان استون، میزوری واقع شده‌است. گالنا ۱٫۹۷ کیلومتر مربع مساحت و ۴۴۰ نفر جمعیت دارد و ۳۱۱ متر بالاتر از سطح دریا قرار دارد.